# Udo von Wussow
Udo Bernhard Günther von Wussow (* 2. Juli 1854 in Koblenz; † 14. September 1915 in Straßburg) war ein preußischer Generalmajor und Rechtsritter des Johanniterordens.

## Leben

### Herkunft
Udo war ein Sohn des preußischen Oberstleutnants Moritz von Wussow (1802–1873) und dessen Ehefrau Ottilie, geborene Kannegießer (1823–1910).

### Militärkarriere
Wussow besuchte ein Gymnasium in Bonn sowie die Kadettenhäuser in Bensberg und Berlin. Anschließend wurde er am 29. Oktober 1871 dem 3. Rheinischen Infanterie-Regiment Nr. 29 der Preußischen Armee überwiesen. Bis Mitte Oktober 1873 avancierte er zum Sekondeleutnant. Ab 1881 folgten Kommandierungen zur Militär-Turnanstalt, zur Unteroffizierschule in Ettlingen sowie zur Infanterieschießschule. Am 15. Oktober 1889 stieg Wussow zum Hauptmann und Kompaniechef auf. Unter Stellung à la suite folgte am 24. März 1890 seine Versetzung als Kompanieführer zur Unteroffizierschule in Jülich. Daran schloss sich vom 14. September 1893 bis zum 21. März 1897 eine Verwendung als Kompaniechef im 7. Rheinischen Infanterie-Regiment Nr. 69 an. Anschließend war Wussow in gleicher Eigenschaft im neuformierten Infanterie-Regiment Nr. 161 tätig, bis man ihn am 18. April 1901 als Bataillonskommandeur in das Infanterie-Regiment „von Lützow“ (1. Rheinisches) Nr. 25 versetzte. Als etatsmäßiger Stabsoffizier kam Wussow am 20. März 1906 in das 1. Badische Leib-Grenadier-Regiment Nr. 109 und avancierte im April 1906 zum Oberstleutnant. Unter Beförderung zum Oberst wurde er schließlich am 20. April 1909 zum Kommandeur des 6. Badischen Infanterie-Regiments „Kaiser Friedrich III.“ Nr. 114 ernannt. Mit der Berechtigung zum Tragen seiner bisherigen Regimentsuniform wurde er am 13. September 1911 mit Pension zur Disposition gestellt.
Nach seiner Verabschiedung ernannte man ihn am 19. Juni 1912 zum Bezirkskommandeur des Landwehrbezirks Straßburg. Während des Ersten Weltkriegs wurde Wussow als z.D.-Offizier wiederverwendet und fungierte als Abschnittskommandeur der Festung Straßburg. In dieser Stellung ist er am 14. September 1915 als Generalmajor verstorben.

### Familie
Wussow verheiratete sich am 8. März 1886 in Berlin mit Martha Lesse (* 1865). Aus der Ehe gingen die Kinder Hilda (* 1887), Hans (*/† 1888), Edith (1890–1898) und Gustav Richard (* 1899) hervor.